# Coppa di Turchia (pallavolo maschile)
La Coppa di Turchia di pallavolo maschile è un torneo nazionale turco, organizzato dalla Federazione pallavolistica della Turchia.

## Albo d'oro
| Edizione         | Edizione          | Podio           | Podio         | Podio           |               |
| Anno             | Sede della finale | Campione        | Risultato     | Finalista       |               |
| ---------------- | ----------------- | --------------- | ------------- | --------------- | ------------- |
| 1988-89 Dettagli | -                 | Sönmez Filament | 3 - 2 3 - 0   | Emlakbank       |               |
| 1989-90 Dettagli | -                 | Eczacıbaşı      | 3 - 0         | Ziraat Bankası  |               |
| 1990-91 Dettagli | -                 | Eczacıbaşı      | 3 - 0 3 - 2   | Ziraat Bankası  |               |
| 1991-92 Dettagli | -                 | Halkbank        | Round-robin   | Sönmez Filament |               |
| 1992-93 Dettagli | -                 | Halkbank        | 3 - 0 3 - 1   | Arçelik         |               |
| 1993-94 Dettagli | -                 | Netaş           | 3 - 2         | Arçelik         |               |
| 1994-95 Dettagli | -                 | Eczacıbaşı      | 3 - 0 3 - 1   | Arçelik         |               |
| 1995-96 Dettagli | -                 | Halkbank        | 1 - 3 3 - 0   | İstanbul BB     |               |
| 1996-97 Dettagli | -                 | Netaş           | Round-robin   | Halkbank        |               |
| 1997-98 Dettagli | -                 | Netaş           | 3 - 2         | Arçelik         |               |
| 1998-99 Dettagli | -                 | Netaş           | 3 - 1         | Galatasaray     |               |
| 1999-00 Dettagli | -                 | Arçelik         | 3 - 0         | Erdemir         |               |
| 2000-01 Dettagli | -                 | Arçelik         | 3 - 0         | İstanbul BB     |               |
| 2001-02 Dettagli | -                 | SSK             | 3 - 2         | Arçelik         |               |
| 2002-03 Dettagli | -                 | SSK             | -             | -               |               |
| 2003-07          | -                 | Non disputata   | Non disputata | Non disputata   | Non disputata |
| 2007-08 Dettagli | -                 | Fenerbahçe      | 3 - 1 3 - 0   | Arkas           |               |
| 2008-09 Dettagli | -                 | Arkas           | 3 - 2 2 - 3   | Ziraat Bankası  |               |
| 2009-10 Dettagli | -                 | Ziraat Bankası  | 3 - 1         | Galatasaray     |               |
| 2010-11 Dettagli | Ankara            | Arkas           | 3 - 2         | Fenerbahçe      |               |
| 2011-12 Dettagli | Eskişehir         | Fenerbahçe      | 3 - 1         | Galatasaray     |               |
| 2012-13 Dettagli | Gaziantep         | Halkbank        | Round-robin   | Arkas           |               |
| 2013-14 Dettagli | Smirne            | Halkbank        | Round-robin   | Fenerbahçe      |               |
| 2014-15 Dettagli | Bursa             | Halkbank        | 3 - 0         | Arkas           |               |
| 2015-16          | -                 | Non disputata   | Non disputata | Non disputata   | Non disputata |
| 2016-17 Dettagli | Balıkesir         | Fenerbahçe      | 3 - 1         | Halkbank        |               |
| 2017-18 Dettagli | Şanlıurfa         | Halkbank        | 3 - 2         | Maliye Piyango  |               |
| 2018-19 Dettagli | Malatya           | Fenerbahçe      | 3 - 2         | Galatasaray     |               |
| 2019-20 Dettagli | Ankara            | Non assegnata   | Non assegnata | Non assegnata   |               |
| 2020-21 Dettagli | Ankara            | Spor Toto       | 3 - 1         | Halkbank        |               |
| 2021-22 Dettagli | Sivas             | Arkas           | 3 - 2         | Galatasaray     |               |
| 2022-23 Dettagli | Bursa             | Halkbank        | 3 - 0         | Fenerbahçe      |               |
| 2023-24 Dettagli | Bursa             | Halkbank        | 3 - 1         | Arkas           |               |
| 2024-25 Dettagli | Rize              | Fenerbahçe      | 3 - 0         | Halkbank        |               |

## Palmarès
| Squadre         | Titoli | Edizioni                                                                        |
| --------------- | ------ | ------------------------------------------------------------------------------- |
| Halkbank        | 9      | 1991-92, 1992-93, 1995-96, 2012-13, 2013-14, 2014-15, 2017-18, 2022-23, 2023-24 |
| Fenerbahçe      | 5      | 2007-08, 2011-12, 2016-17, 2018-19, 2024-25                                     |
| Netaş           | 4      | 1993-94, 1996-97, 1997-98, 1998-99                                              |
| Eczacıbaşı      | 3      | 1989-90, 1990-91, 1994-95                                                       |
| Arkas           | 3      | 2008-09, 2010-11, 2021-22                                                       |
| Arçelik         | 2      | 1999-00, 2000-01                                                                |
| SSK             | 2      | 2001-02, 2002-03                                                                |
| Sönmez Filament | 1      | 1988-89                                                                         |
| Ziraat Bankası  | 1      | 2009-10                                                                         |
| Spor Toto       | 1      | 2020-21                                                                         |